# George Fox

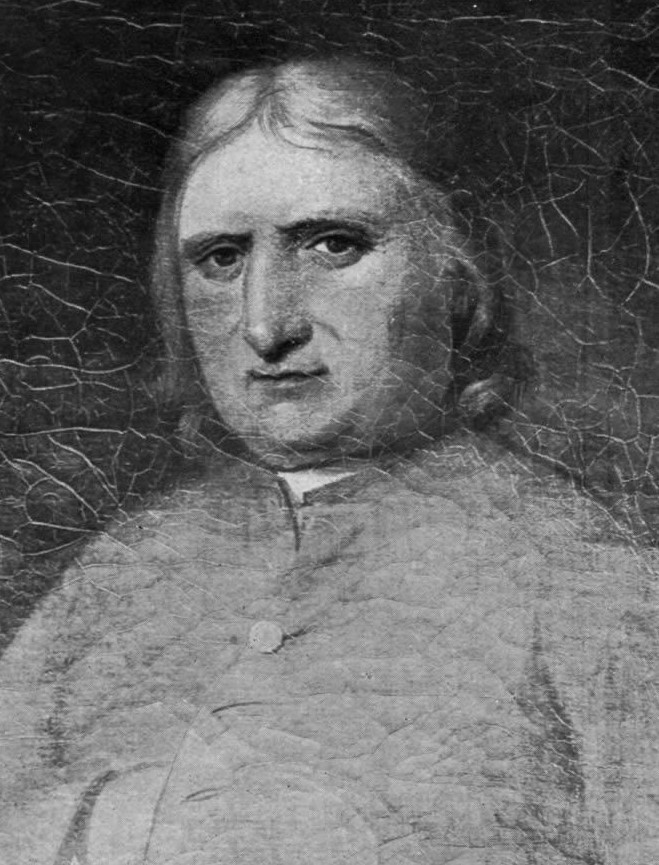
George Fox feltételezett arcképe

George Fox (Drayton, 1624. július – 1691. január 13.) disszenter prédikátor, a kvékerek felekezetének megalapítója.

## Életpályája
Egy presbiteriánus takács fia volt. Csizmadiának tanult. 19 éves korában visszavonult a világtól. Néhány év múlva Walesben és Leicesterben mint prédikátor lépett fel, a vallás bensőségére fektetve minden súlyt és elvetve minden külsőséget, mint az írás, a papi hivatal, a szentségek stb. Fox követői azután a kvékerek felekezetét alkották.

## Művei
Műveinek legjobb, bár nem teljes gyűjteménye 8 kötetben jelent meg Philadelphiában (1831).